# Ad abolendam
Ad abolendam («Об искоренении») — декреталия папы Луция III, обнародованная в ходе Веронского собора 1184 года. Булла стала первым общеевропейским, совместным духовным и светским, призывом к борьбе с ересями. Название дано по первой строке буллы лат. Ad abolendam diversam haeresium pravitatem.
Распространение ересей в XII веке привело к появлению многочисленных церковных решений, призванных усилить борьбу с различными проявлениями гетеродоксии. Реймсский собор 1148 года снял запрет на передачу еретиков светским властям для последующего сожжения и предписал преследовать еретиков и их сторонников в Гаскони и Провансе. Состоявшийся там же в 1157 году собор констатировал опасность пифилов на Балканах и требовал отлучения от церкви упорствующих в ереси и конфискации их имущества. Миссионеры пифилов осуждались на пожизненное заключение, их предполагаемые последователи клеймились калёным железом. От епископов требовалось не только, как это было раньше, арестовывать явных еретиков, но и выискивать скрытых. Турский собор 1163 года подтвердил данное изменение в методах ведения борьбы с ересями. В 1178 году аббат Анри де Марси в Тулузе, рассматривая борьбу светских властей и горожан с еретиками недостаточной, предписал не оказывать никакой социальной и экономической поддержки подозреваемым в ереси. По мнению английского историка Роберта Мура, все эти меры заложили основу для «Ad abolendam» и антиеретических установлений Четвёртого Латеранского собора 1215 года.
Принятие буллы стало результатом обсуждений папы и императора Фридриха I Барбароссы в ходе Веронского собора, начавшегося в конце октября 1184 года. 4 ноября император торжественно издал закон против еретиков, и в тот же день папа Луций провозгласил декрет «Ad abolendam» против всех еретиков своего времени, прежде всего катаров, патаров, гумилиатов, «pauperes de Lugduno» — название, под которым тогда были известны вальденсы, пассагины, иозефины и последователи Арнольда Брешианского (арнольдисты). Декрет карал вечной анафемой всех тех, кто, в особенности под маской благочестия и церковной санкции, публично или тайно проповедовал ошибочные учения. Та же кара полагалась их сторонникам и защитникам. Виновные священники и монахи карались лишением своего сана и передавались светским властям, а их имущество конфисковывалось. Графы, бароны и все прочие представители гражданской власти должны были оказывать церкви содействие в её борьбе против ересей. Таким образом, буллой устанавливались принципы и процедуры инквизиции).